# 阿布哈茲
阿布哈茲共和國（羅馬化：Apsny Ahwyntqarra，羅馬化：Respublika Abkhaziya），通稱阿布哈茲（羅馬化：Apsny，發音：[apʰsˈnɨ]，羅馬化：Abkhaziya，發音：[ɐˈpxazʲɪjə]），又译作阿柏克茲亞，位於西亞高加索山附近，是由俄罗斯扶植阿布哈茲人脫離喬治亞建立的一個有限承認國家。目前承認它為一主權國家的政治實體，只有俄羅斯、尼加拉瓜、委內瑞拉、瑙鲁和叙利亚共5个联合国成员国，以及有限承認國家南奧塞梯、德涅斯特河沿岸；喬治亞政府、聯合國及其它多數国家則承认它是喬治亞一部分。
阿布哈茲的狀況於喬治亞-阿布哈茲衝突備受關注。格鲁吉亚民主共和国被苏维埃俄国入侵後，其自治的阿布哈兹地区于1921年5月21日建立阿布哈兹社会主义苏维埃共和国，后并入格鲁吉亚苏维埃社会主义共和国，於1991年前阿布哈茲仍是蘇聯的一部份。至1991年蘇聯解體，喬治亞逐步邁向獨立的同時，阿布哈茲人與喬治亞人間的民族衝突進一步加劇。此後更引致1992-1993年阿布哈茲戰爭。喬治亞軍隊的敗北為阿布哈茲帶來實質性的獨立、人口大遷移及喬治亞民族清洗。儘管多年的商議及1994年停火協定的簽下，阿布哈茲的分離問題仍未能解決。雖然聯合國監察隊及俄羅斯聯邦主導的獨立國家聯合體維和部隊被派駐當地，阿布哈茲境內的衝突依然數度升級。2008年8月，阿布哈茲人與喬治亞人再次於俄罗斯－格鲁吉亚战争對峙，隨後阿布哈茲獲得俄羅斯的官方承認，並同時廢除1994年停火協定，亦使聯合國及歐洲安全與合作組織在阿布哈茲的任務被迫中止。2008年8月28日，喬治亞國會通過一項決議宣布阿布哈茲為被俄羅斯佔領的領土。國際社會大多認為阿布哈茲被俄羅斯軍事佔領，同時俄羅斯亦不准許欧盟監測團（European Union Monitoring Mission）進入阿布哈茲。
阿布哈茲、德涅斯特河沿岸共和國、南奧塞梯共和國、阿爾察赫共和國為後蘇聯「冷凍衝突」地區，此四個國家互相維持友好關係並共同組成国家民主与权利共同体（Community of Democracy and Rights of Nations）。
阿布哈茲共和國目前由分離主義和阿布哈茲總統領導下的政府執政，位于黑海東部沿岸及高加索西南面。首都在苏呼米。

## 命名
阿布哈茲人稱呼自己的國家為阿普斯尼（Аҧсны，Apsny），意為「靈魂之國」。俄語 Абхазия（Abkhazia）則從喬治亞語 აფხაზეთი（Apkhazeti）衍生。於明格列爾語中則稱其為 აბჟუა （Abzhua）或 სააფხაზო（saapkhazo）。

## 历史

### 早期歷史
古代，阿布哈茲-阿迪格人的祖先生活在阿布哈茲境內，這點從阿布哈茲-阿迪格人境內廣泛流傳的支石墓文化就可以看出，這種文化與阿布哈茲-阿迪格人的語言、傳統和神話有關。支石墓文化與卡特維利安 沒有以任何方式連接（明格利安、喬治亞、斯萬）部落無關。
公元前9至6世紀，現今阿布哈茲的土地為古代喬治亞王國科爾基斯的一部份。這片王國及後於公元前63年合併進埃利斯帝國(Kingdom of Egrisi)，即拜占庭羅馬所指的拉齊卡。
公元前1000至550年，希臘人於黑海沿岸建立貿易殖民地，特別是在皮聰大及蘇呼米兩地，蘇呼米後來更成為現今阿布哈茲的首都。史學家多形容此時此地的居民多來自不同族群，並使用不同的語言溝通。古希臘哲學家阿利安、古羅馬作家老普林尼及古希臘歷史學家斯特拉波均於其著作中描述了古時阿布哈茲人和格魯吉亞人的祖先生活在黑海東部的情況。

### 近代歷史
1992年7月23日阿布哈茲宣佈独立，格鲁吉亚軍隊于同年8月進入阿布哈茲，但在1993年9月被击败。1994年，在联合国的监督和俄罗斯主导的独联体干预下，双方停火，隨后俄罗斯军队以独联体維和部队的名义进驻阿布哈茲。但主权问题仍然悬而未决。此后，阿布哈茲83％的领土被位于苏呼米市由俄国保护的分离主义势力控制，剩余17％的领土（即上阿布哈兹）受格鲁吉亚阿布哈兹自治共和国政府管理。阿布哈茲问题是格鲁吉亚和俄罗斯的主要纠纷之一和两国之间一系列紧张局势的源头之一。长期的战争造成了大量的人道主义危机，大量平民无辜死亡，甚至出现过族裔间的屠杀，比如阿布哈兹分离主义势力曾经对境内的格鲁吉亚人施行“清洗”。
2008年8月，在南奥塞梯战争爆发之后，阿布哈茲在俄罗斯军队的帮助下驱逐了領土上的所有格鲁吉亚军事力量，完全控制了宣称的全部領土并再次宣示它的独立地位。但是这个国家不为联合国与国际上多数国家承认。
2014年4月至6月，阿布哈兹陷入政治危机，反对派向政府发出最后通牒，要求实施改革。总统亚历山大·安克瓦布和总理列昂尼德·拉克巴伊亚与6月初纷纷辞职。大选日期提前到了2014年8月24日。
2014年11月因為烏克蘭事件的發展，俄羅斯宣布與阿布哈茲組織聯合軍團司令部，大批軍武進駐，喬治亞認為這是俄羅斯準備消滅喬治亞的預備動作，同時在國際槓桿上將阿布哈茲問題作為籌碼以制衡歐美的制裁。

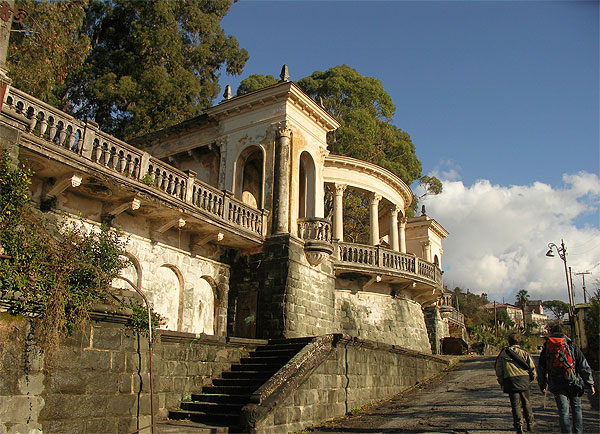
苏呼米的观景台
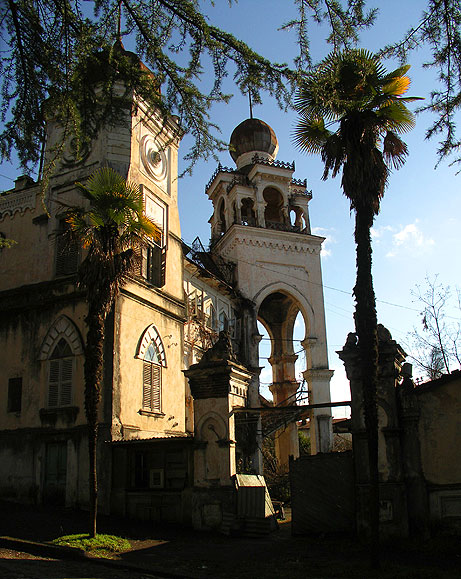
大鐘塔
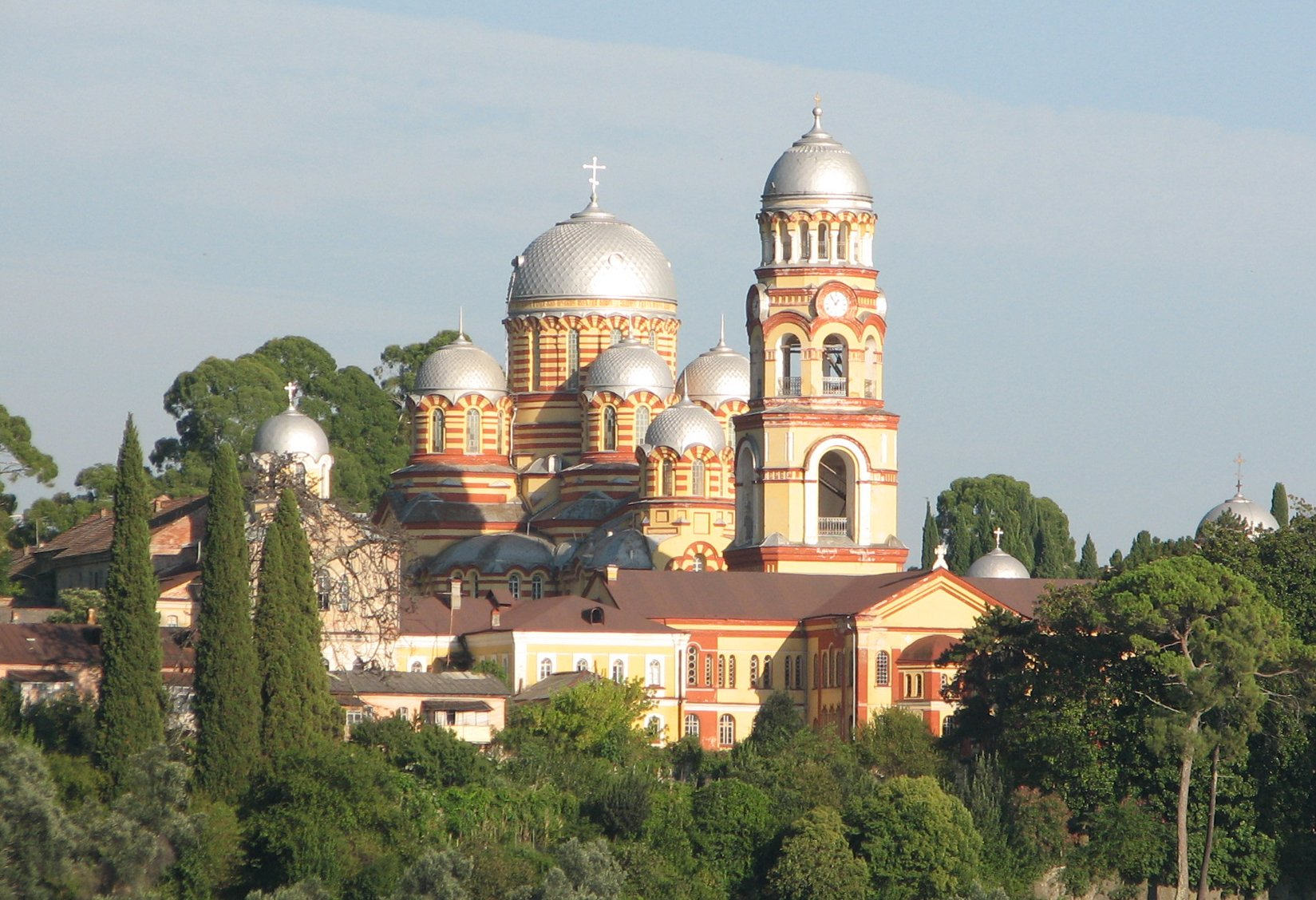
新阿豐
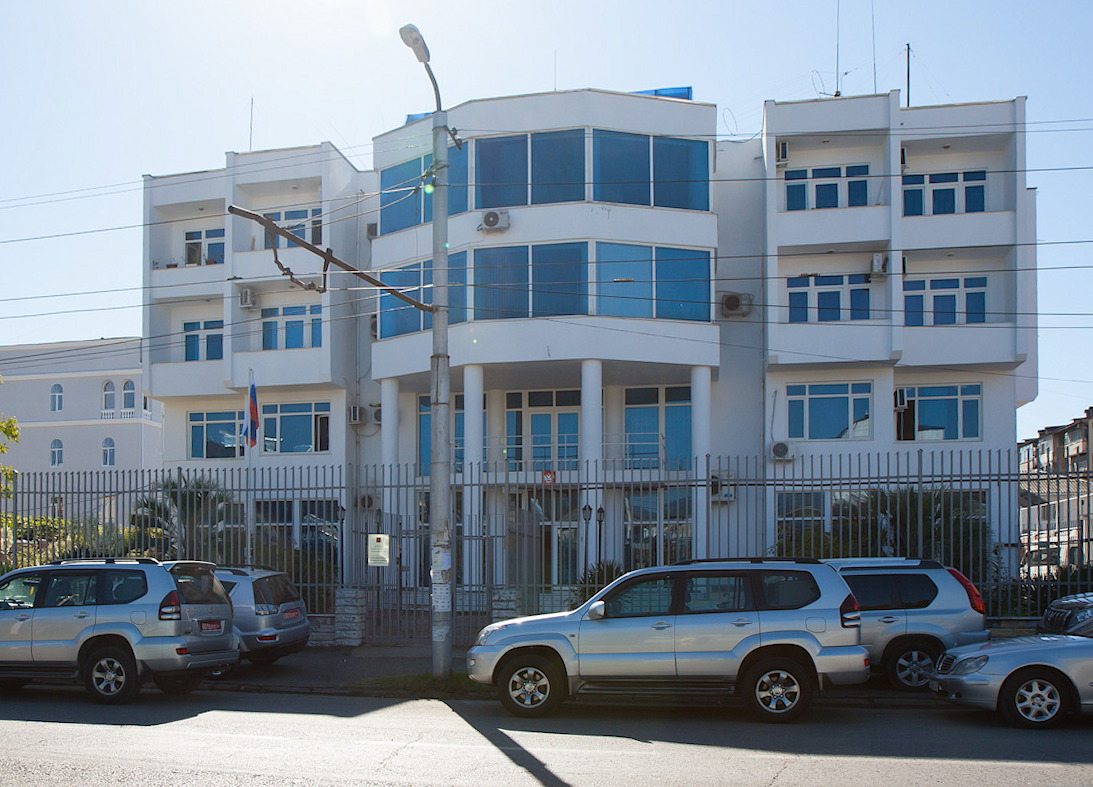
俄罗斯大使馆
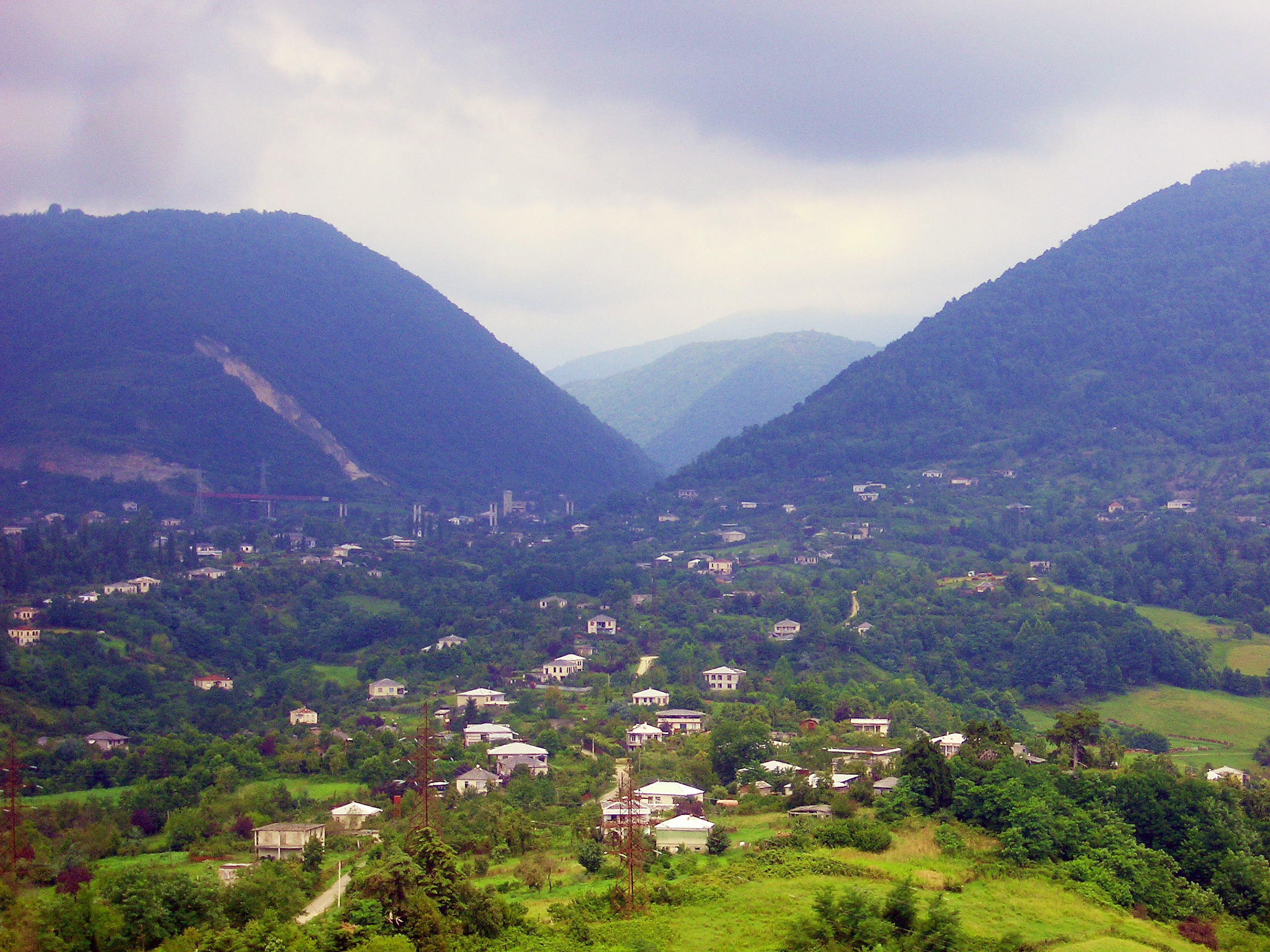
遠眺阿布哈茲
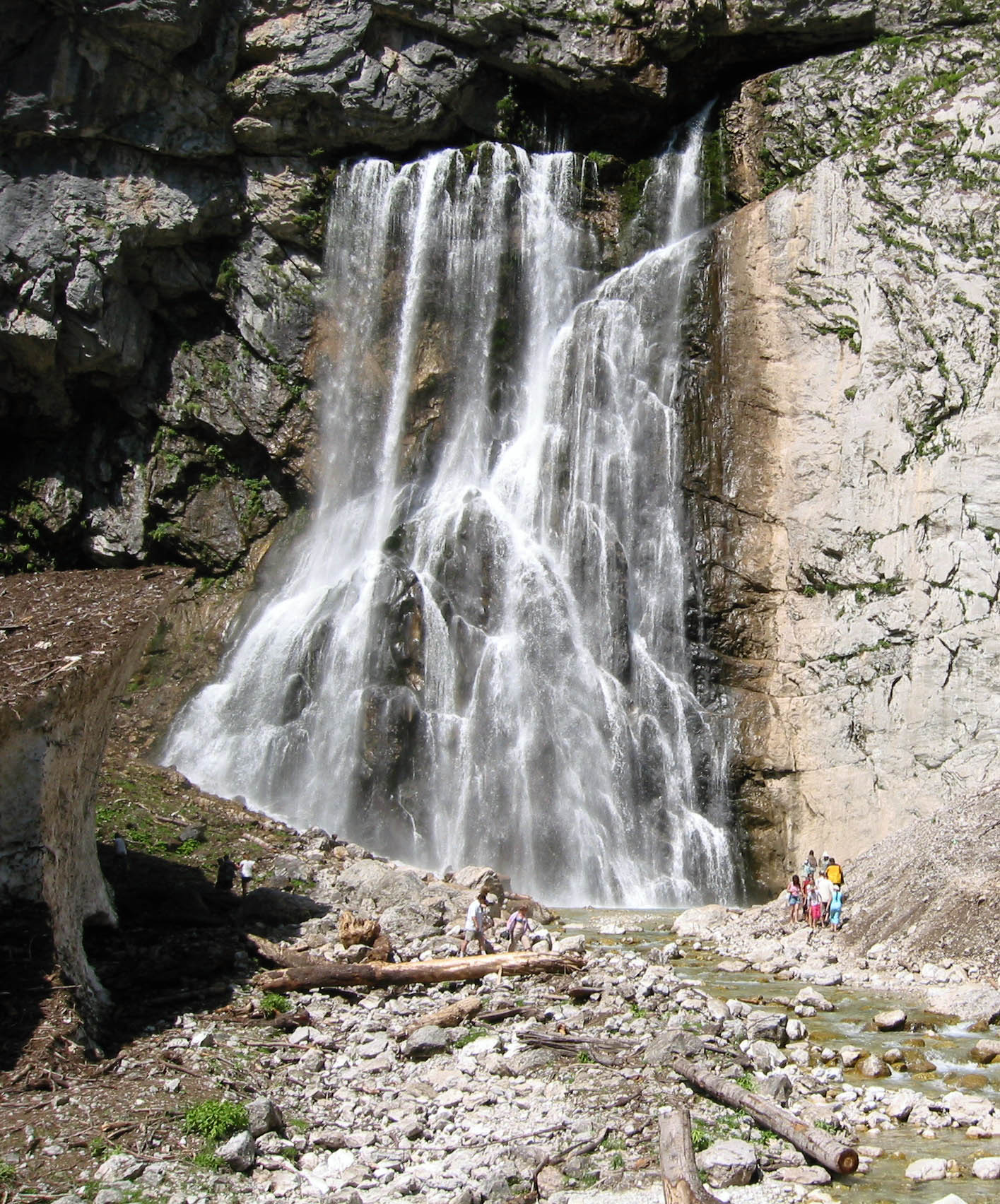
瀑布

## 地理
阿布哈茲位於外高加索地區西北部，黑海和大高加索山之間，位处黑海东岸，西南部瀕臨黑海。海岸線略呈鋸齒狀，多處有寬闊的卵石灘，是一片狭长的低地。属于亚热带气候。
由于阿布哈兹位于黑海和大高加索山的脊线之间。阿布哈茲的大部分領土被美因山脊或分水嶺山脊南坡佔據，該山脊從北部與阿布哈茲接壤（海拔高達 4046 m，棟巴伊-烏爾根山）。它的支脈是加格拉山脈、布濟卜山脈、阿布哈茲山脈和科多里山脈。穿過主山脈通往阿布哈茲的山口有克盧霍斯基（2781 m）、馬魯赫斯基（2739 m）等，科爾奇斯低地從東南部進入阿布哈茲，逐漸變窄。一條狹窄的低地沿著科多里河西北海岸延伸。山脈和低地之間有一條丘陵地帶。阿布哈茲拥有喀斯特景观，西北部加格拉區的阿拉貝卡山中有世界上目前已知的最深洞穴，庫魯伯亞拉洞穴和韋廖夫金洞穴。
低地和山麓氣候溫暖、濕潤，屬於亞熱帶氣候，亞熱帶地區一月平均氣溫為4℃至7℃，7月分別為22-24℃和16-18℃，沿海地區無霜期250-300天。年降雨量1200∼1400毫米（约47∼55英寸）。山區夏季氣候濕潤、溫暖，冬季寒冷。降水量2030∼3050毫米（约80∼120英寸）。亚热带土壤（黄土和红色石灰土）上植被繁茂，植物种类在1500种以上。广阔的低地和前陆地带上已经见不到一度覆盖阿布哈兹的栎树、山毛榉和鹅耳枥的树林，山区的针叶树已被草地所取代。2750米（9,000英尺）以上为雪线。山區積雪持續 2-3 個月；主山脈的山脊部分有許多冰川。這些河流屬於黑海盆地，其中最重要的河流－科多里河、布濟布河、克拉蘇里河、古米斯塔河－水位高，水力資源豐富（潛在水力資源超過350萬千瓦）。這些河流主要由雨和雪補給，並有春季和夏季洪水。山上有里察湖和Amtkel湖。
在低地和山麓，沼澤、亞熱帶灰化土、紅土和黃土混合存在。海拔1700公尺以下山區為腐植質碳酸鹽土及棕色森林土，以上為草質土及草質泥炭山草甸土。阿布哈茲植物區系包括 2000 多種植物。阿布哈茲55%以上的面積被森林覆蓋。在黑海地區，栽培植被最發達（亞熱帶、工業、水果和觀賞作物、糧食作物等），在峽谷中，有大片的闊葉林（角樹、角樹、橡樹） 、栗子等）和榿木林。在皮鬆達角，一片殘存的皮鬆達松林被保存下來。山上以山毛櫸為主（有的地方第二層有黃楊），山坡上部有冷杉、雲杉林。海拔 2000 公尺以上 - 亞高山彎曲森林、高山草甸和碎石植被。森林中有熊、野豬、猞猁、馬鹿、狍子、野牛；在高地 - 羚羊，高加索黑松雞；在低地 - 豺狼;河川和湖泊 - 鱒魚、鮭魚、鯉魚、梭鱸等。

## 人口和宗教构成
人口：215,972（2003 年人口普查）。阿布哈茲人口的民族組成：
- 阿布哈茲人- 94,606 人。
- 亞美尼亞人 - 44,870 人。
- 格魯吉亞人 - 42,355 人。
- 俄羅斯人 - 23,420 人。
- 梅格里利亞人 - 3,598 人。
- 烏克蘭人 - 1,797 人。
- 希臘人 - 1,486 人。
- 愛沙尼亞人 - 446 人。

根據區域社會學研究，阿布哈茲人口的宗教組成分佈如下：
- 60%是基督徒
- 16% 是穆斯林
- 3% 是阿布哈茲傳統宗教的信徒
- 5% - 異教徒
- 8% 是無神論者（非信徒）
- 2% - 其他宗教
- 6% 的人覺得很難回答

## 政治
阿布哈兹共和国是一个单一制的未被普遍承认的国家；阿布哈兹总统是国家元首和阿布哈兹国家武装力量的最高领导人，阿布哈兹总理是政府首脑， 阿布哈兹人民议会是该国唯一立法机构。现任阿布哈兹总统是阿斯蘭·布扎尼亞，现任总理是别斯兰·巴尔齐茨。中央選舉委員會的8名成員由議會選出，7名成員由總統選出。
阿布哈茲承認和俄羅斯的雙重國籍；因此阿布哈茲居民通常擁有阿布哈茲護照和俄羅斯護照。
1990年8月25日，阿布哈茲最高委員會通過了《國家主權宣言》。隨後發生的 1992-93 年阿布哈茲-格魯吉亞戰爭導致阿布哈茲事實上從格魯吉亞獨立。 1994年11月26日，阿布哈茲最高委員會通過了《阿布哈茲共和國憲法》，單方面確保了阿布哈茲主權地位。 2008年8月8日至13日，格魯吉亞一方與南奧塞梯和俄羅斯聯邦之間發生戰爭，阿布哈茲站在南奧塞梯和俄羅斯聯邦一邊，將格魯吉亞軍隊和警察部隊驅逐出科多里峽谷上游。

### 行政区划

阿布哈茲的区份

阿布哈兹共和国划分为7个区，每个区以其中心城市命名。自从苏联分离后这些区份基本保持不变，除特克瓦尔切利区之外。该区是1995年从奧恰姆奇拉區和加利区析出部分区域而设立的。共和国总统从区议会当选议员中任命区长。区长从村议会当选议员中任命村议会议长。
| 编号 | 区名           | 区府         |
| ---- | -------------- | ------------ |
| 1    | 加格拉區       | 加格拉       |
| 2    | 古達烏塔區     | 古达乌塔     |
| 3    | 苏呼米区       | 苏呼米       |
| 4    | 古爾里普希區   | 古尔里普希   |
| 5    | 奧恰姆奇拉區   | 奥恰姆奇拉   |
| 6    | 特克瓦尔切利区 | 特克瓦尔切利 |
| 7    | 加利区         | 加利         |

### 外交

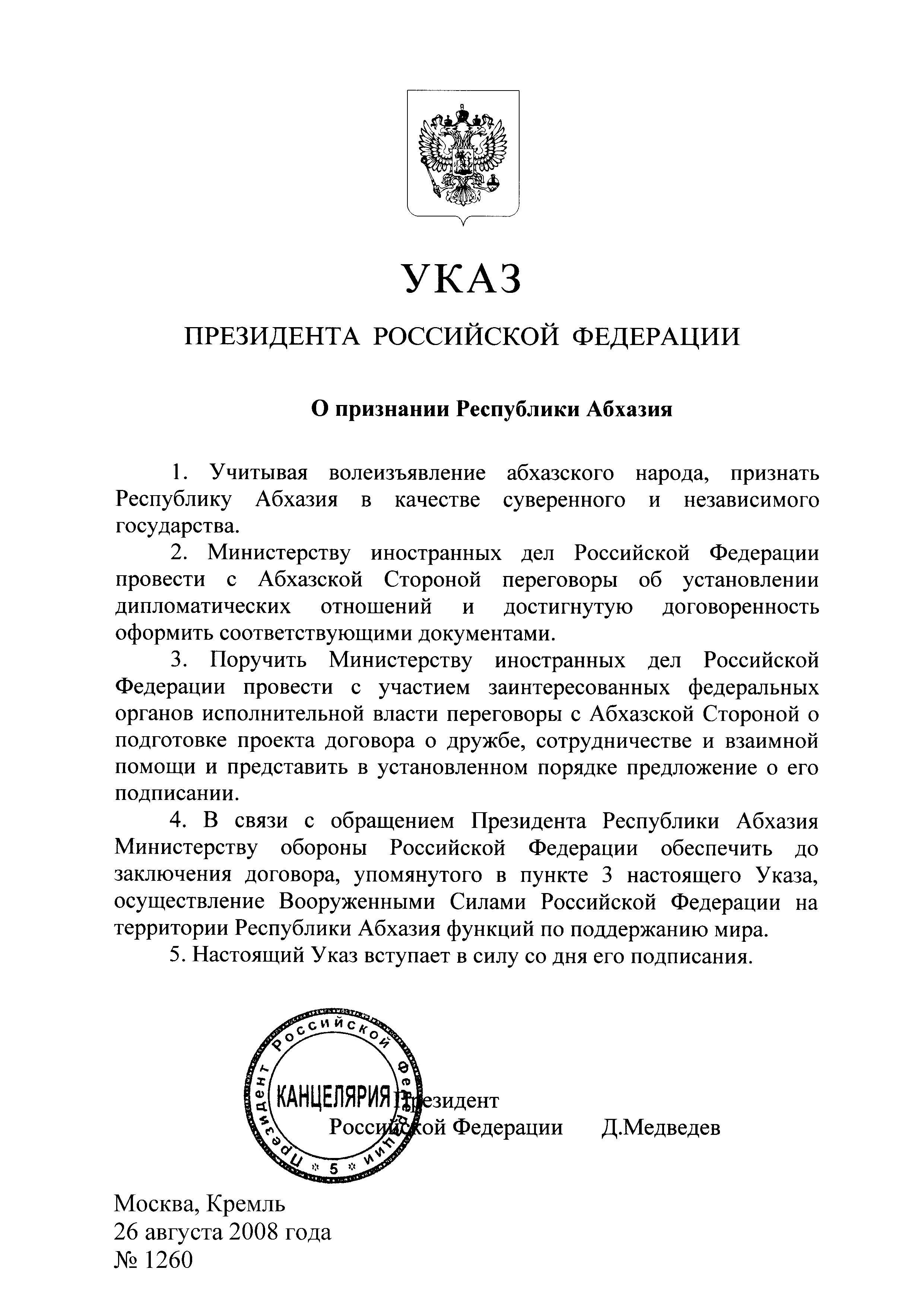
2008年8月26日，时任俄罗斯总统的梅德韦杰夫颁布第1260号总统令，宣布承认阿布哈兹为主权国家并与阿布哈兹共和国建交。

2008年8月26日，俄羅斯聯邦宣布承認阿布哈茲獨立和南奧塞梯獨立。2008年9月，該共和國也得到尼加拉瓜的承認，一年後又 得到委內瑞拉的承認。此外，太平洋上的島國家也宣布承認阿布哈茲獨立： 諾魯 （2009年）、 萬那杜 （2011年）和 吐瓦魯 （2011年）。然而，瓦努阿圖和圖瓦盧隨後放棄了決定。
对于外交上承认阿布哈兹和南奥塞梯为主权国家者，格鲁吉亚一律不与其建交或保持外交关系。

#### 联合国成员国

南奥塞梯国际承认一览图

| 國家     | 承認日期                    | 注釋                                         |
| -------- | --------------------------- | -------------------------------------------- |
| 俄羅斯   | 2008年8月26日               | 2008年9月9日建交，双方互设大使馆             |
| 尼加拉瓜 | 2008年9月5日                | 2009年9月10日建交                            |
| 委內瑞拉 | 2009年9月10日               | 2010年7月12日建交，双方互设大使馆            |
| 瑙鲁     | 2009年12月15日              | 2009年12月15日建交                           |
| 叙利亚   | 2018年5月29日               | 2018年7月22日建交                            |
|          | 2011年5月23日-2013年5月20日 | 2011年5月31日建交，2013年5月20日中止外交关系 |
|          | 2011年9月18日-2014年3月31日 | 2011年9月18日建交，2014年3月31日中止外交关系 |

#### 非联合国成员国
| 主權國家       | 承認日期       | 注釋              |
| -------------- | -------------- | ----------------- |
| 南奥塞梯       | 2006年11月17日 | 2007年9月26日建交 |
| 德涅斯特河沿岸 | 2006年11月17日 | 2007年9月26日建交 |

#### 与图瓦卢短暂建交
2011年9月18日，吐瓦魯宣布承认阿布哈茲并正式建交。但阿布哈茲一直僅能仰賴莫斯科的外交金援，無法向图瓦卢提供後續的資金需求，最终导致双方于2014年3月31日中止外交关系。熟悉外交事務的尤里斯·古爾比斯（Juris Gulbis）曾指出，格魯吉亞提供25萬美元作為交換代價，促成图瓦卢撒回对阿布哈兹的承认。吐瓦魯政府官員還抱怨說，「阿布哈茲甚至沒有錢整修外交部的廁所，更別說給幾百萬美元了。」

#### 与叙利亚建交
2018年5月30日，阿布哈兹外交部网站发布消息称：「阿布哈兹共和国与阿拉伯叙利亚共和国宣布相互承认，并将建立大使级外交关系，反映了双方发展各领域关系的共同愿望。」
2018年7月27日，阿布哈兹和南奥塞梯外交部网站发布消息称，叙利亚已与阿、南在五天之前签署了建交公报。
俄罗斯于2008年8月26日首先承认阿布哈兹和南奥塞梯独立，而叙利亚则是自俄罗斯、尼加拉瓜、委内瑞拉、瑙鲁、瓦努阿图和图瓦卢（上述两国现已与阿布哈兹断交）六国后第七个承认阿布哈兹独立的联合国成员国。

## 经济

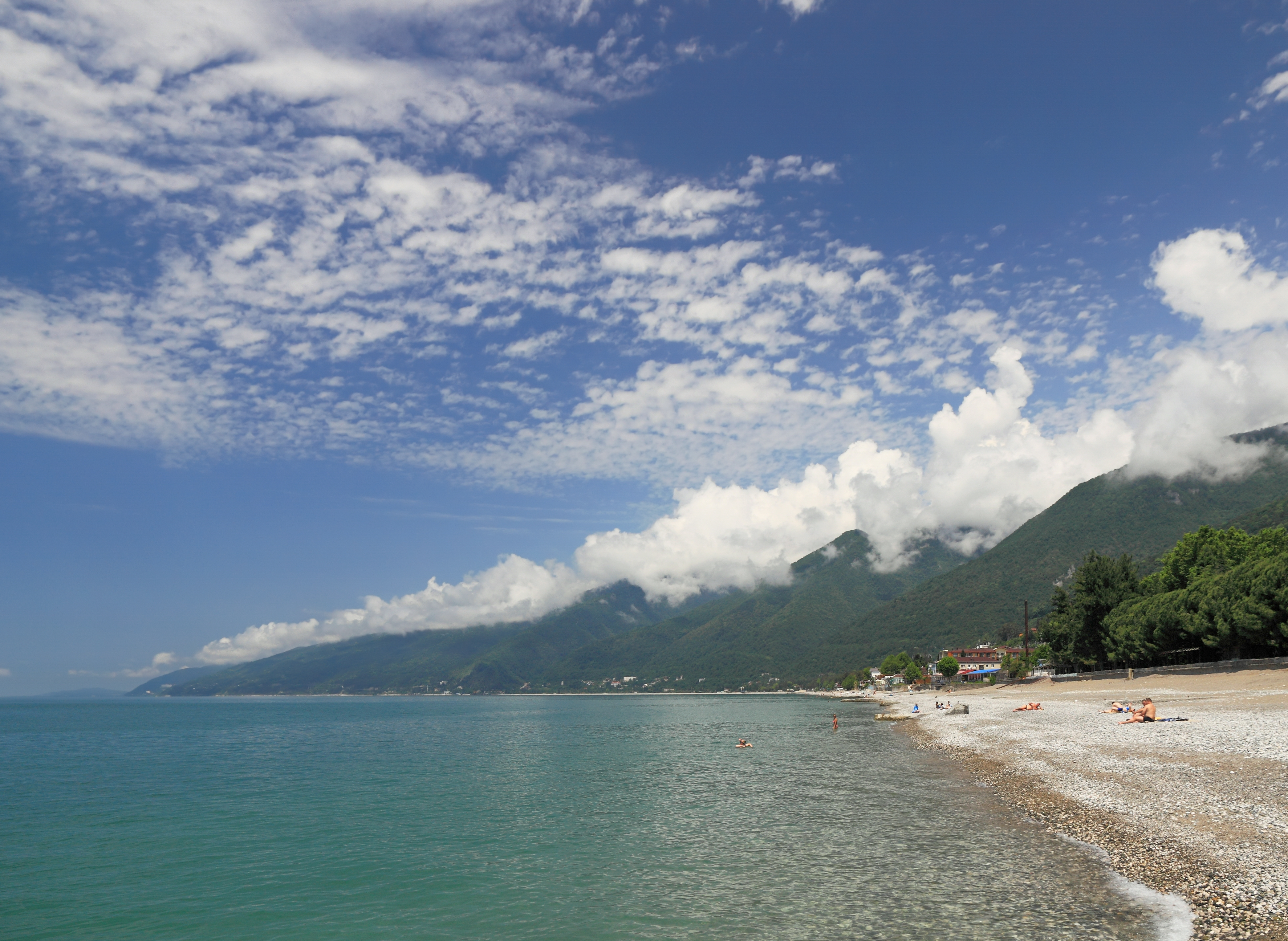
2014年5月加格拉海滩

2014年11月公布的一项双边协议概述了阿布哈兹与俄罗斯的经济一体化。这个微型国家使用俄罗斯卢布作为其货币，两国共享一个共同的经济和关税联盟。自2008年南奥塞梯战争和俄罗斯随后承认阿布哈兹独立以来，阿布哈兹经历了适度的经济增长。阿布哈兹大约一半的国家预算来自俄罗斯的援助资金。
旅游业是阿布哈兹的关键产业，根据阿布哈兹当局的统计，2007年大约有100万游客(主要来自俄罗斯)来到阿布哈兹。阿布哈兹还享有肥沃的土地和丰富的农产品，包括茶叶、烟草、葡萄酒和水果(特别是橘子和榛子)。电力主要由位于阿布哈兹和格鲁吉亚之间英古里河上的英古里水电站提供，并由双方共同经营。
2012年上半年，阿布哈兹的主要贸易伙伴为俄罗斯(64%)和土耳其(18%)。1996年独联体对阿布哈兹实施的经济制裁仍在正式生效，但俄罗斯于2008年3月6日宣布不再参与制裁，称这些制裁“过时，阻碍了该地区的社会经济发展，给阿布哈兹人民造成了无理的困难”。俄罗斯还呼吁其他独联体成员国采取类似措施，但遭到第比利斯的抗议，并缺乏其他独联体国家的支持。
尽管这片领土的地位存在争议，基础设施也遭到破坏，但由于俄罗斯游客的到来，阿布哈兹的旅游业在2008年俄罗斯承认阿布哈兹独立后得到了发展。2009年，俄罗斯到阿布哈兹旅游的人数增长了20%，俄罗斯游客总数达到100万。低廉的价格和无需签证的要求吸引了俄罗斯游客，尤其是那些无法负担在土耳其、埃及、保加利亚和其他俄罗斯热门旅游目的地度假的人。旅游业繁荣之后，许多俄罗斯企业开始投资阿布哈兹的旅游基础设施。2014年，随着该国主要公路的重建，加格拉的许多受损酒店正在被修复或拆毁。2014年，有116万俄罗斯游客前往阿布哈兹。

## 军事
阿布哈兹共和国的武装力量统称为阿布哈兹共和国军， 包括阿布哈兹陆军、阿布哈兹空军和阿布哈兹海军。其中，阿布哈兹空军是一个由阿布哈兹控制的小型空军。阿布哈兹空军的大部分装备是继承自苏联时期，俄罗斯也可能援助了一些二手的飞机，但没有确凿的阿布哈兹购买飞机的报道。阿布哈兹陆军由俄罗斯进行训练和武装支持。

## 旅游和交通
前往阿布哈茲最簡單的方法是經過俄罗斯南部城市索契。從索契機場到邊境檢查站只需 20 分鐘車程。遊客步行過境；汽車單獨接受檢查。五月底需要十分鐘，夏天可能需要幾個小時。
也可以搭乘火車抵達阿布哈兹。前往蘇呼米的火車從莫斯科、圣彼得堡、梁赞、顿河畔罗斯托夫、克拉斯诺达尔、圖阿普謝、索契等地出發。此外，俄羅斯鐵路還提供多式聯運：搭乘火車前往阿德勒，從那裡搭乘巴士再前往加格拉、古達烏塔、皮聰大、新阿豐、蘇呼米。
蘇呼米機場於2025年5月正式恢復營運，目前有往返莫斯科伏努科沃國際機場以及下诺夫哥罗德国际机场的航班。

### 旅游
旅遊業是阿布哈茲的重點產業之一。古達烏塔的景点包括里察湖、新阿豐石穴和修道院。在里察湖边还有一处为斯大林建造的别墅。